# ヴェリキイ・ウスチュグ
座標: 北緯60度46分 東経46度18分 / 北緯60.767度 東経46.300度

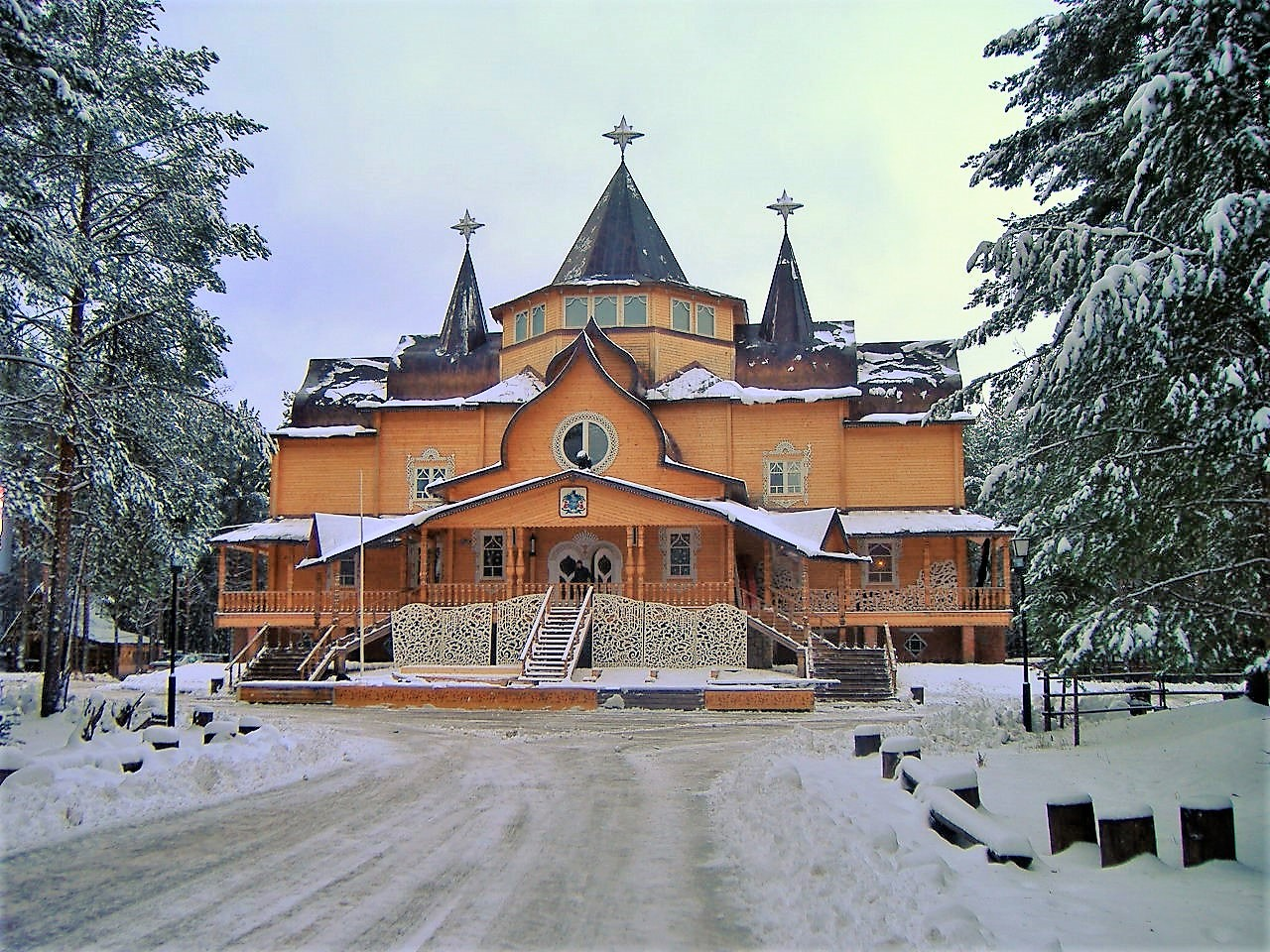
マロース爺さん（ロシアのサンタクロース）の家

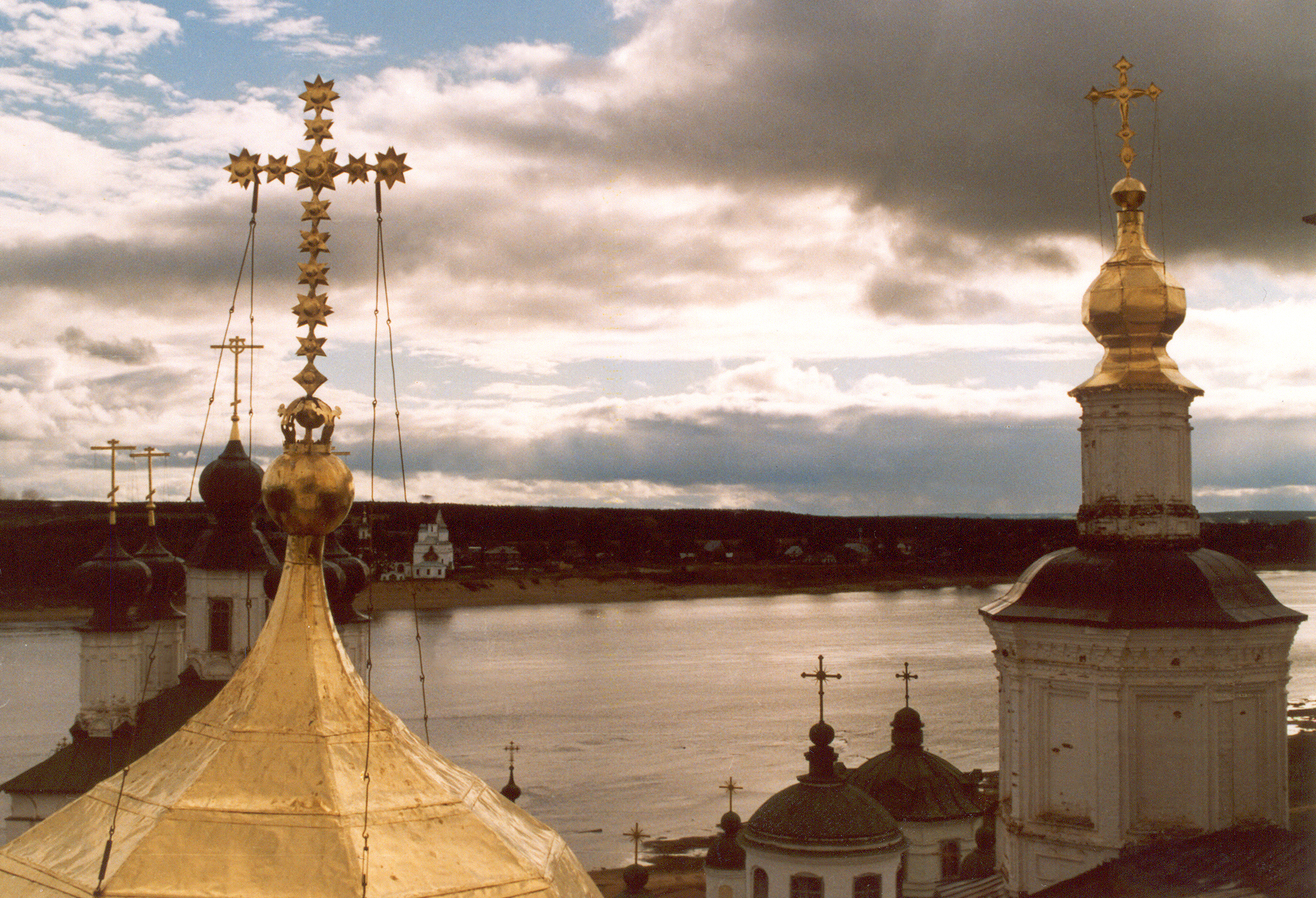
北ドヴィナ川の眺め

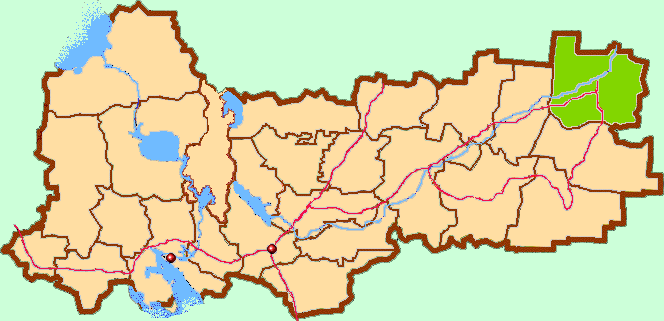
ヴェリキイ・ウスチュグ県の位置

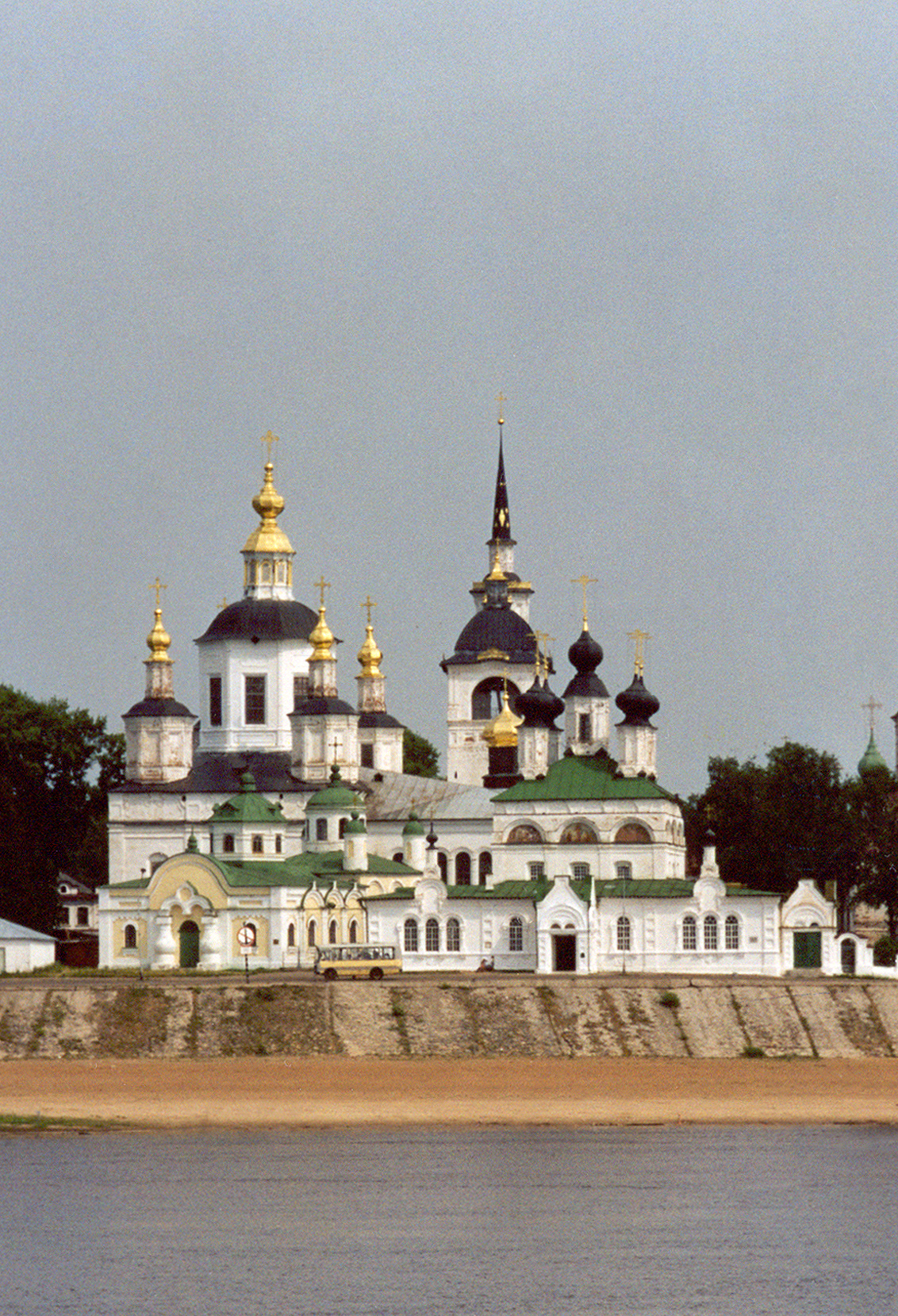
大聖堂

ヴェリキイ・ウスチュグ（ロシア語: Великий Устюг、ラテン文字転写： Veliky Ustyug）は、ロシア連邦ヴォログダ州の河港都市。人口は2万8670人（2021年）
スホナ川とユグ川が合流し、北ドヴィナ川が始まる地点に位置する。州都ヴォログダから北東に623km。
造船業が盛んなほか、銀細工で有名。
1999年より、ロシアでは、ヴェリキイ・ウスチュグがマロースじいさん（ロシア版サンタクロース）の故郷であるということになっており、クリスマスの時期には多くの観光客が訪れる。

## 歴史
古い歴史のある都市であり、1212年の年代記にはじめてヴェリキイ・ウスチュグへの言及が見られる。重要な交易路が交わる場所として、16世紀から17世紀にかけては一帯の商業の中心地として栄えたが、以後、ロシアの交易の中心がバルト海に移るにつれて衰えた。
有名なこの町の出身者に、17 - 18世紀の探険家セミョン・デジニョフ、エロフェイ・ハバロフ、ウラジーミル・アトラソフ、ソビエト海軍軍人セルゲイ・プレミーニンがいる。